# Katawixi jezik
Katawixi jezik (ISO 639-3: xat; catauichi, catauixi, catawishi, catawixi, jacareúba), gotovo izumrli indijanski jezik porodice katukina, kojim još govori svega 10 ljudi (1986 SIL) iz plemena Katawixi na području brazilske države Amazonas.
Nekoć brojno pleme živjelo je uz rijeku Jacareúba, pritoka Purusa; danas na rezervatu Caititu.

## Vanjske poveznice
- Ethnologue (14th)
- Ethnologue (15th)